# 米歇尔·比里
米歇尔·比里（法語：Michel Bury，1952年2月28日—），法国男子射击运动员。他曾代表法国参加1984年、1992年和1996年夏季奥林匹克运动会射击比赛，其中1984年奥运会获得一枚银牌。